# Nabil Bousmaha
Nabil Bousmaha est un footballeur algérien né le 2 décembre 1990 à Beni Ounif dans la wilaya de Béchar. Il évolue au poste de milieu défensif au CA Bordj Bou Arreridj.

## Palmarès
- Vice-champion d'Algérie en 2016 et 2018 avec la JS Saoura.